# Richard G. Turner, Jr.
Richard G. Turner, Jr. (* 1946) ist ein amerikanischer Landschaftsarchitekt und Gartenbaufachmann.
Turner hat Architektur und Landschaftsarchitektur an der University of Michigan studiert. Danach zog er nach Kalifornien.
Turner hat Gärten in Michigan, Ohio, New Jersey und Kalifornien entworfen. Er unterrichtete sechs Jahre lang Gartenarchitektur am Department of Landscape Architecture an der Universität von Kalifornien in Berkeley. Turner war der Geschäftsführer des Ruth Bancroft Garden in Walnut Creek. Er ist seit 1997 Herausgeber der Zeitschrift Pacific Horticulture.
Turner hat viele Forschungsreisen, unter anderem nach Europa und Australien, unternommen. Er war Direktor des San Francisco Landscape Garden Shops sowie Ausbildungsleiter für die Strybing Arboretum Society.
Turner war als fachlicher Berater bei der englischsprachigen Originalausgabe des 2003 erschienenen botanischen Werkes Botanica tätig. Er gab das Buch Trees of Golden Gate Park and San Francisco heraus und war consultant editor bei The Nature Company Guide to Natural Gardening. Ferner war er an den Werken The Ultimate Plant and Garden Book und Sunset Western Landscaping Book beteiligt.
Turner ist Mitglied des Beirats des Elisabeth Carey Miller Botanical Garden.

## Publikationen
Masterarbeit
- Plants in the zoo : their use and interpretation : a thesis presented as partial fulfillment … for the Master of Landscape Architecture degree, University of Michigan. School of Natural Resources 1974.[3]

Bücher
- Glenn Keator; Richard G Turner, Jr.: Handbook for docent trainees., Strybing Arboretum Society, San Francisco 1980- (Loseblattsammlung)[4]

- The Nature Company Guide to Natural Gardening
- The Ultimate Plant and Gardening Book

- Elizabeth McClintock (Autor), Richard G., Jr. Turner (Hrsg.): The trees of Golden Gate Park and San Francisco, Berkeley, Calif. : Heyday Books/Clapperstick Institute, ©2001[5]

Filme
- Richard G Turner; New York State College of Human Ecology.; Cornell University. Motion Picture Center.: Joyful noises, Verlag: [Ithaca, NY] Cornell University 1975.[6]
- Richard G Turner; Cornell University. Cooperative Extension: Common ground.[7]
- Richard G Turner: Bike safety[8]